# Zamek w Dankowie

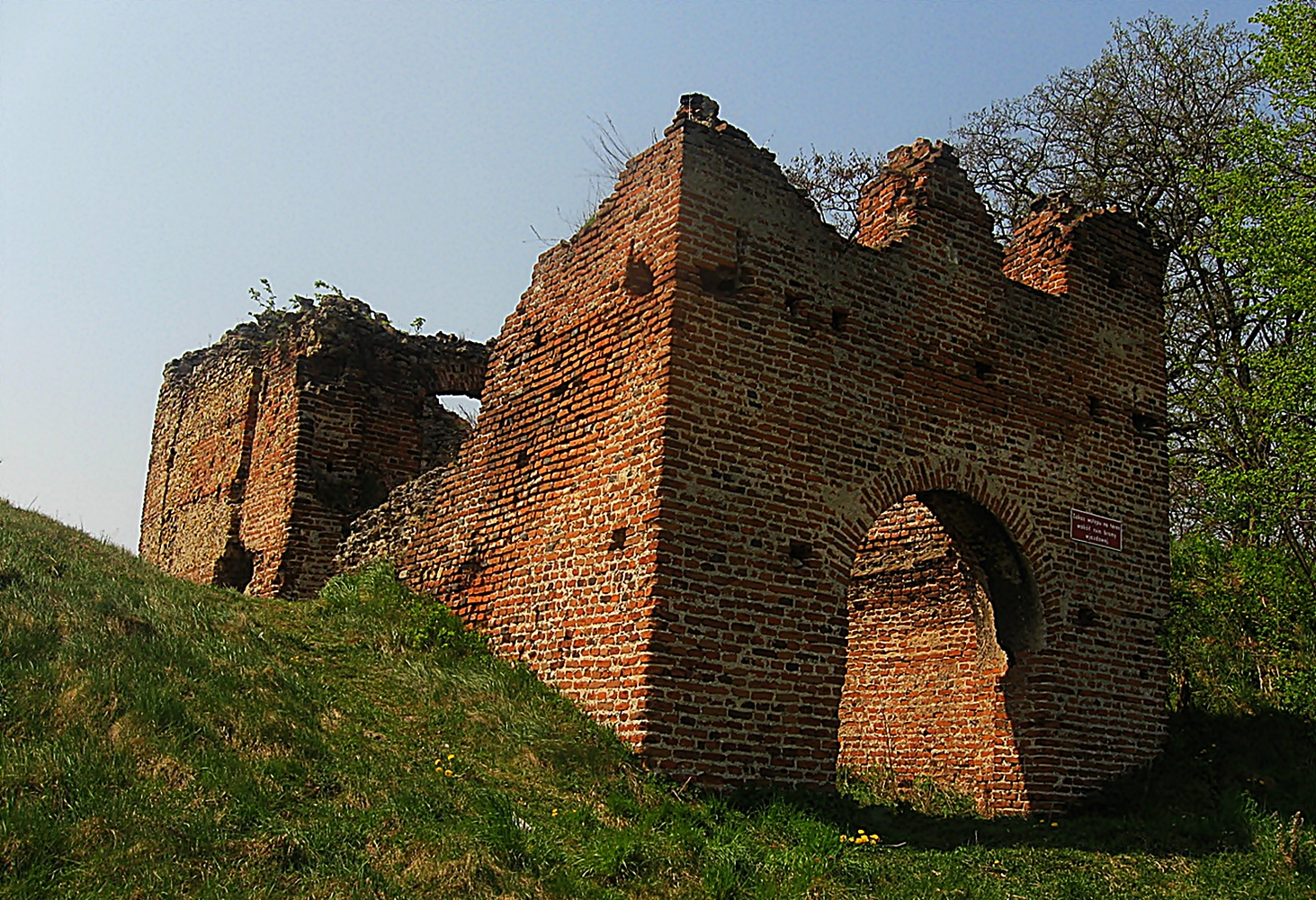
Zamek w Dankowie – Brama Krzepicka

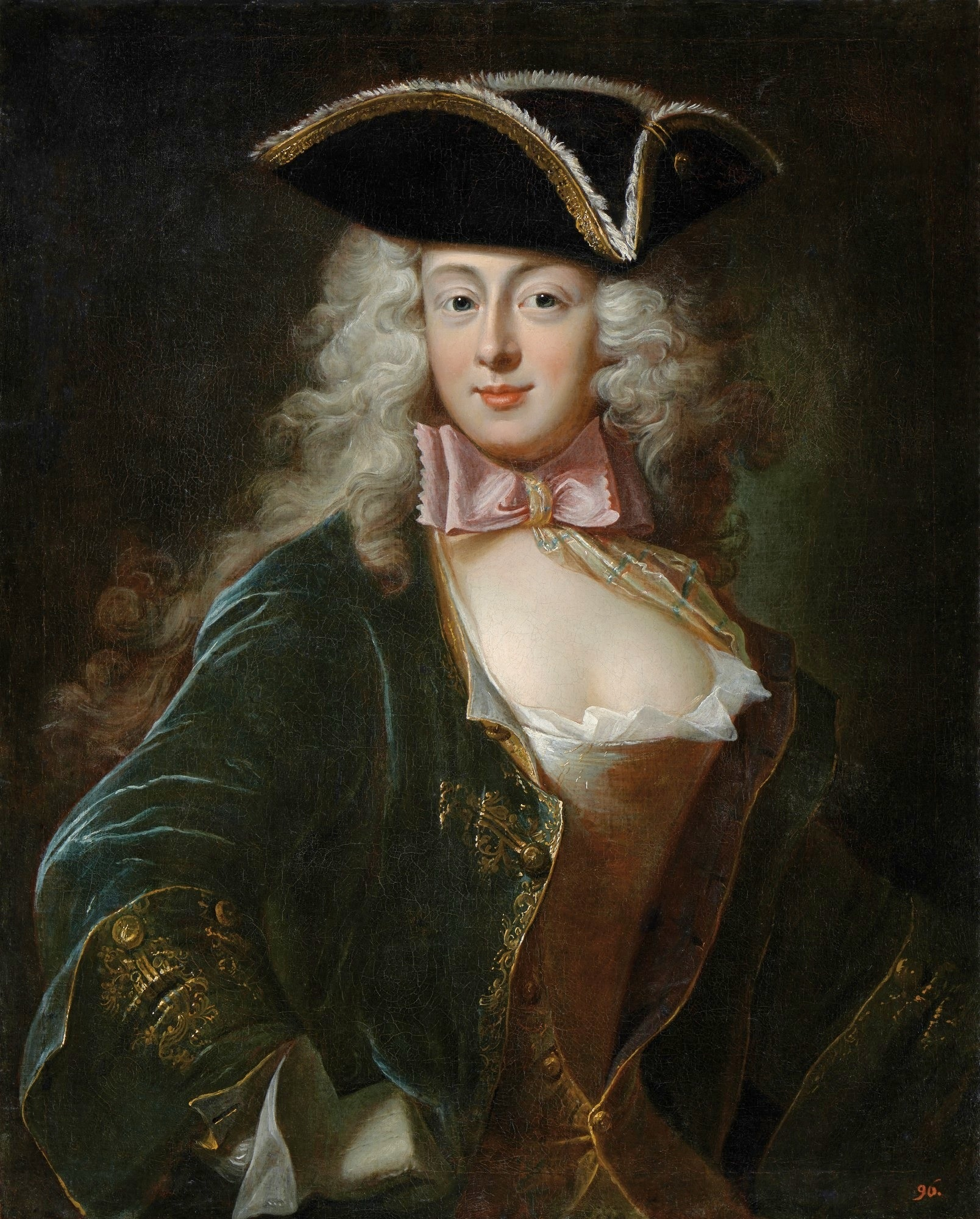
Emerencjanna z Warszyckich Pociej

Zamek w Dankowie – ruiny twierdzy bastionowej z XVII wieku, w obrębie której znajdował się nieistniejący obecnie gotycko-renesansowy zamek rycerski.

## Historia
Przy przeprawie przez rzekę Liswarta na drodze z Wielkopolski do Małopolski, w średniowieczu powstała osada, która była miejscem wielu spotkań i zjazdów monarchów w średniowiecznej Polsce. Pierwsza wzmianka o Dankowie pochodzi z 1217 roku, gdy spotkał się tu Leszek Biały, książę krakowski z Henrykiem Brodatym, księciem śląskim oraz Władysławem Laskonogim, księciem wielkopolskim. Henryk Brodaty zawarł wówczas sojusz z Leszkiem Białym, Władysław Laskonogi układ o przeżycie z Leszkiem Białym. Oba pakty wymierzone były przeciwko Władysławowi Odonicowi, księciu wielkopolskiemu i wspierały pozycję Władysława Laskonogiego. Kolejny raz Henryk Brodaty pojawił się w Dankowie w 1234 r., wówczas już jako książę śląski i krakowski wystawił dokumenty nadania dla wojewody krakowskiego Teodora. Jan Długosz podaje, że w 1236 r. w Dankowie doszło do zaręczyn córek księcia Henryka Brodatego z synami Konrada Mazowieckiego. Miało to mieć miejsce w Dankowie w dniu 29 czerwca 1236 roku, kiedy zawarto ugodę dotyczącą ślubów córek Henryka, Konstancji i Gertrudy z synami Konrada Bolesławem i Kazimierzem. Historycy jednak wskazują, że kronikarz się pomylił, a śluby wymienionych par odbyły się w innych terminach. Analiza zachowanych dokumentów wykazuje, że nie jest do końca pewne miejsce spotkania książąt (może chodzić też o inną miejscowość o podobnej nazwie – Dańków na Mazowszu). Omyłkowo z Dankowem nad Liswartą, zamiast mazowieckim Dańkowem łączone jest wystawienie przez księcia kujawskiego Kazimierza, syna Konrada Mazowieckiego dokumentu z 1238 r., w którym nadano klasztorowi w Strzelnie cztery wioski. W 1262 r. odbyły się kolejne spotkania Piastów w rejonie Dankowa. 29 stycznia w pobliskich Iwanowicach spotkali się książę wielkopolski Bolesław Pobożny z księciem krakowskim Bolesławem Wstydliwym, a na spotkani był także arcybiskup gnieźnieński Janusz oraz liczni dostojnicy z ziemi krakowskiej i Wielkopolski. Negocjowano wówczas wsparcie dla Bolesława Pobożnego przeciwko Kazimierzowi, synowi Konrada Mazowieckiego. W tym samym roku w czerwcu nad brzegiem Liswarty naprzeciw Dankowa spotkali się Bolesław Pobożny, Bolesław Wstydliwy, a także Henryk III Biały, książę wrocławski oraz Władysław, książę opolski. Na zjeździe radzono o polityce europejskiej i współpracy z królem Czech Ottokarem II przeciwko Węgrom. W 1267 r. znowu w Dankowie zatrzymał się książę Bolesław Pobożny, wystawiając dokument zamiany dóbr z biskupem wrocławskim Tomaszem (biskup otrzymał wsie Zdunki i Dziadkowo). 16 października 1267 odbył się w Dankowie synod prowincjonalny, zwołany przez arcybiskupa gnieźnieńskiego Janusza, w którym wzięli udział w którym wzięli udział biskupi: krakowski Paweł, kujawski Wolimir i wrocławski Tomasz. Prawdopodobnie jednak synod odbył się w innej wsi o tej samej nazwie, należącej do arcybiskupa gnieźnieńskiego.
Z roku 1283 pochodzi dokument wystawiony przez księcia wielkopolskiego Przemysła II, wymieniający Danków w rzędzie miast, obok Wielunia i Bolesławca. Do rozwinięcia się ośrodka miejskiego jednak nie doszło. Nie wykluczone, że rozwój miejscowości zahamowały wojny. Jan Długosz zapisał, że w 1436 r. „miasto Kłobuck i sąsiednie wsie naokoło” zostały spustoszone przez najazd rycerzy śląskich. Kolejne najazdy ze Śląska na ziemię wieluńską miały miejsce w 1452 i 1457 r. Podczas wojny z królem węgierskim Maciejem Korwinem w 1474 pod Dankowem obozował przez 6 tygodni król Kazimierz Jagiellończyk.
Z 1419 pochodzi wzmianka o proboszczu dankowskim, jest to pierwsza informacja związana z istnieniem parafii w Dankowie, choć kościół z parafią istniał tam zapewne znacznie wcześniej.
Przypuszczalnie na początku XIV w. miejscowość przeszła w ręce rycerskie, a siedzibą właściciela była fortalicja – gródek stożkowaty we wsi Zbrojewsko, który funkcjonował w XIV w. Pod rokiem 1342 zapisano pierwszą wzmiankę o prywatnym właścicielu wsi, Marcinie z Dankowa. Dokument z 1462 r. jako właściciela Dankowa wymienia Jana Hińczę z Rogowa herbu Działosza, zaufanego rycerza króla Jagiełły. Prawdopodobnie Danków posiadał też jego ojciec Hinczka z Rogowa. Po wymarciu rodu Hinczów, drogą koligacji rodzinnych od 1478 roku właścicielem Dankowa stał się ród Kobylańskich herbu Grzymała. W latach 1540–1565 właścicielem zamku był poeta renesansowy Krzysztof Kobylański związany z dworem hetmana Jana Tarnowskiego.
Dotychczas sądzono, że w Dankowie istniał w XIII w. gród obronny, będący obiektem nadania na rzecz biskupa wrocławskiego Tomasza. Nowsze badania wskazują, że takie zdarzenie nie miało miejsca, a w zapiskach historycznych brak jest jakiejkolwiek wzmianki o istnieniu grodu. Encyklopedie i pamiętniki XIX-wieczne podają, że zamek w Dankowie istniał już od średniowiecza. Brak na to dowodów. Przypuszcza się, że w XV-XVI w. mogła na terenie zamku znajdować się niewielka rycerska siedziba obronna w typie murowanej wieży lub tzw. renesansowej kamienicy.
W 1581 r. Danków przeszedł na własność rodu Warszyckich. Według tradycji w 1609 roku podczas Rokoszu Zebrzydowskiego podskarbi koronny Stanisław Warszycki przez trzy miesiące gościł w Dankowie króla Zygmunta III Wazę wraz z dworem. Nie są to informacje potwierdzone i nie wykluczone, że wieś należała wówczas do brata podskarbiego Andrzeja Warszyckiego. Kolejny z rodu Stanisław (III) Warszycki (syn wspomnianego Andrzeja) według niepotwierdzonych informacji XIX-wiecznych, miał w 1632 roku zakończyć budowę nowożytnych fortyfikacji zamku. Wzniósł nowożytną twierdzę otoczoną bastionami wg założeń szkoły staroholenderskiej i francuskiej. Obwarowania te są odosobnionym przykładem w Polsce zastosowania zasad fortyfikacji miast, które sformułował francuski fortyfikator Jean Errard de Bar le Duc. Od wschodu zamek był zupełnie niedostępny, gdyż osłaniało go duże sztuczne jezioro. Na zamku nie było murowanej rezydencji, a główny budynek mieszkalny właścicieli wzniesiono z drewna. Prawdopodobnie drewniany pałac/dwór powstał przed wzniesieniem fortyfikacji bastionowych i był dziełem ojca, bądź stryja kasztelana krakowskiego. Wiadomo, że na zamku znajdował się ponadto murowany lamus, który być może wykorzystywał mury starszej budowli oraz kuchnia. W zabudowie wyróżniał się znaczną wielkością murowany kościół św. Stanisława, który powstał z fundacji kasztelana krakowskiego. Sądzić można, że Stanisław (III) Warszycki nie dokończył budowy zamku i dlatego nie powstał murowany pałac właściciela.
W 1655 r. zamek prawdopodobnie nie był atakowany przez Szwedów i był jednym z nielicznych miejsc w Polsce, które nie zostały zajęte przez nich podczas Potopu (obok Łańcuta, Gdańska, Jasnej Góry, Zamościa). Przyczyną tego stanu rzeczy mogły być ewentualne rokowania kasztelana krakowskiego Stanisława (III) Warszyckiego z okupantem, jednak na uwagę zasługuje fakt, że twierdza była wówczas silnie umocniona, niezwykle nowoczesna i bardzo dobrze zaopatrzona, a więc zupełnie nieosiągalna dla zbyt nielicznych na tym terenie oddziałów wojsk szwedzkich. W 1657 roku Warszycki na zamku w Dankowie gościł powracającego do kraju króla Jana Kazimierza, królową Marię Ludwikę, Stefana Czarnieckiego i senatorów. Na zamku przez kilka miesięcy znajdował się cały dwór i centrum polityczno-administracyjne Rzeczypospolitej Obojga Narodów. Tu toczyły się negocjacje polityczne z udziałem przedstawicieli cesarza, tu znajdowała się generalicja, tu przyjmowano poselstwa zagraniczne, stąd wydawano rozkazy i wysyłano listy królewskie. Według tradycji jasnogórskiej, przed sławetnym oblężeniem klasztoru, kasztelan krakowski wsparł zakonników 12 ciężkimi działami, które przesłał z Dankowa oraz stadem wołów. Podobne wsparcie z zamku dankowskiego, uzyskał klasztor na początku XVIII w. podczas III Wojny Północnej (Wielkiej Wojny Północnej).
Następnym właścicielem zamku był miecznik łęczycki Michał Warszycki, a po nim odziedziczył zamek Stanisław (IV) Warszycki, miecznik koronny. Jego córka Emercjanna, wniosła w wianie zamek hetmanowi litewskiemu Ludwikowi Konstantemu Pociejowi (zm. 1730), po śmierci którego sprzedała zamek rodzinie Ponińskich herbu Łodzia. Następnie właścicielami była rodzina Wesslów. W 1768 roku inwentarz opisał zamek jako zrujnowany, czy raczej porzucony i nieużytkowany. Wewnątrz fortyfikacji, oprócz okazałego murowanego kościoła istniała wówczas kuchnia, zniszczony lamus oraz murowane piwnice. W 1767 r. reszta zabudowań spłonęła od pioruna. W XIX wieku zadłużone dobra przejął Joachim Kempner. W 1823 roku był opisany jako ruina.

## Stan obecny
Do dzisiaj w dość dobrym stanie przetrwały wały fortyfikacji bastionowych, wykonane w formie wałów ziemnych oblicowanych od czoła murem, ruina głównej bramy zamkowej, tzw. Bramy Krzepickiej, brama tylna (północna) w formie tunelu przez wał, zwana poterną, pojedyncza ściana z kamienia, będąca pozostałością prostokątnego budynku dawnego lamusa, a nazywanego „Domem kasztelanowej”, część szerokich fos. Najbardziej okazałą zachowaną budowlą zamkową jest duży kościół św. Stanisława, wzniesiony przez kasztelana krakowskiego Stanisława Warszyckiego prawdopodobnie w drugiej tercji XVII w. Według tradycji w jego murach zachowały się szczątki średniowiecznego zamku. Niestety dotychczasowe badania tego nie potwierdzają. W kościele znajduje się m.in. okazały nagrobek Andrzeja Warszyckiego (zm. 1615), ojca budowniczego zamku nowożytnego, kasztelana krakowskiego Stanisława Warszyckiego.
W latach 70. XX wieku częściowo oblicowano najbardziej zniszczone ceglane elewacje bastionów. Wówczas też zlikwidowano sztuczne jezioro, które istniało w Dankowie od XV wieku. Do tej pory nie wiadomo, gdzie znajdował się wcześniejszy zamek gotycko-renesansowy. Warto zaznaczyć, że brak wiarygodnych źródeł pisanych wskazujących na jego istnienie. Jedynie w literaturze XIX-wiecznej przy opisach Dankowa wskazywano, że zamek istniał tam od średniowiecza. W 2014 r. prowadzone badania archeologiczne na terenie zamku. Podczas wykopalisk odkryto m.in. ślady użytkowania terenu sprzed budowy twierdzy bastionowej.